# Klub tiary
Klub Tiary (ang. The Tiara Club) – seria książek dla dzieci autorstwa angielskiej pisarki Vivian French, opisująca życie księżniczek. Wydane zostało 18 książek w trzech seriach.
Przekłady polskie ukazują się sukcesywnie od 2007 nakładem Wydawnictwa Zielona Sowa; do tłumaczy należą Agnieszka Misiaszek i Małgorzata Bortnowska.

## Akademia księżniczek
- Księżniczka Charlotte i urodzinowy bal
- Księżniczka Kate i srebrny kucyk
- Księżniczka Daisy i olśniewający smok
- Księżniczka Alice i magiczne lustro
- Księżniczka Sophia i błyszcząca niespodzianka
- Księżniczka Emily i piękna czarodziejka

## Srebrne wieże
- Księżniczka Charlotte i zaczarowana róża
- Księżniczka Kate i tańcząca miotła
- Księżniczka Daisy i magiczna karuzela
- księżniczka Alice i kryształowy pantofelek
- Księżniczka Sophia i bal u księcia
- Księżniczka Emily i gwiazdka z nieba

## Rubinowy Pałac
- Księżniczka Chloe i halka w pierwiosnki
- Księżniczka Jessika i bransoletka przyjaźni
- Księżniczka Georgia i lśniąca perła
- Księżniczka Oliwia i aksamitna pelerynka
- Księżniczka Lauren i diamentowa kolia
- Księżniczka Amy i złota kareta